# Königlicher Gutshof Sköldnora

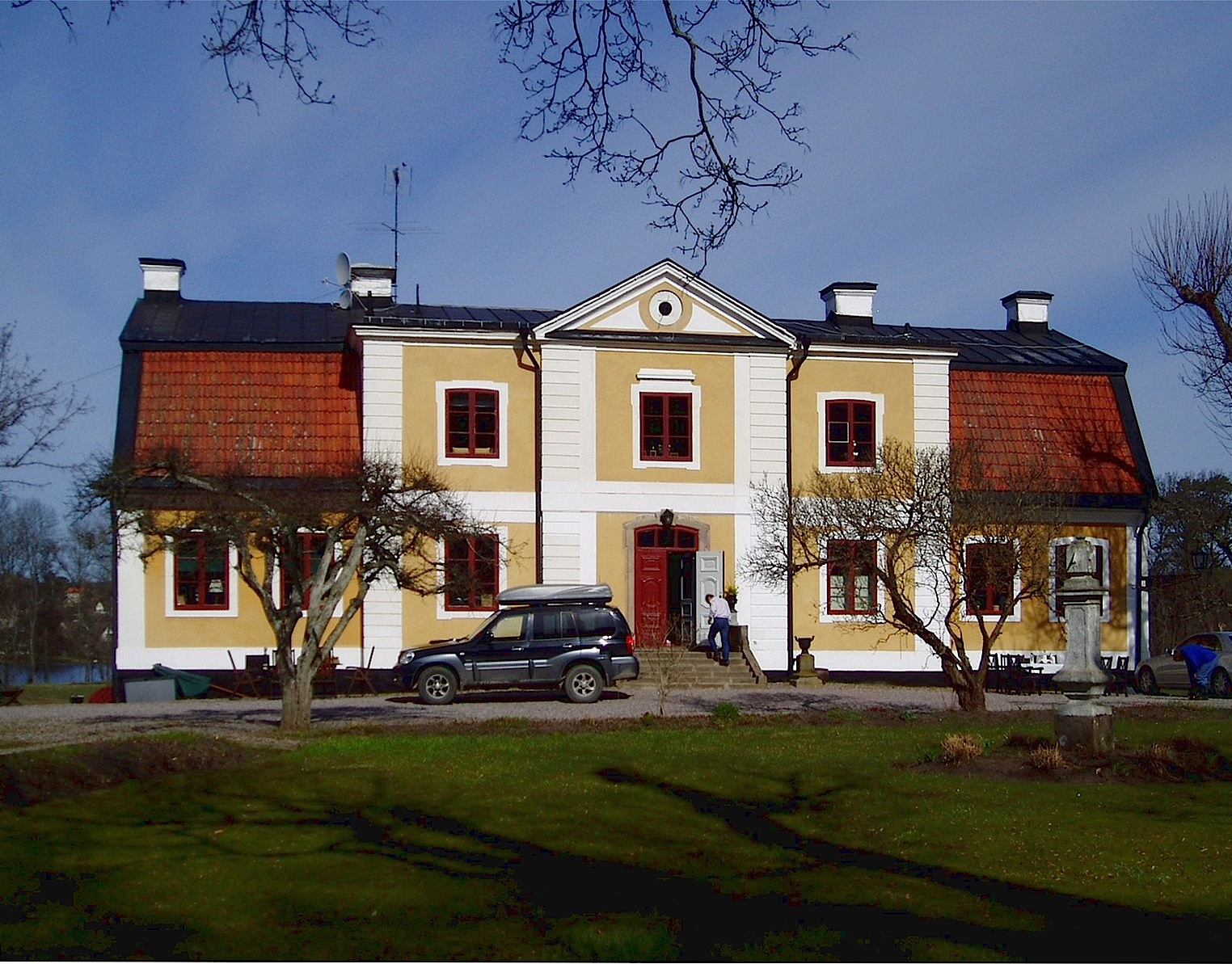
Gutshaus Sköldnora

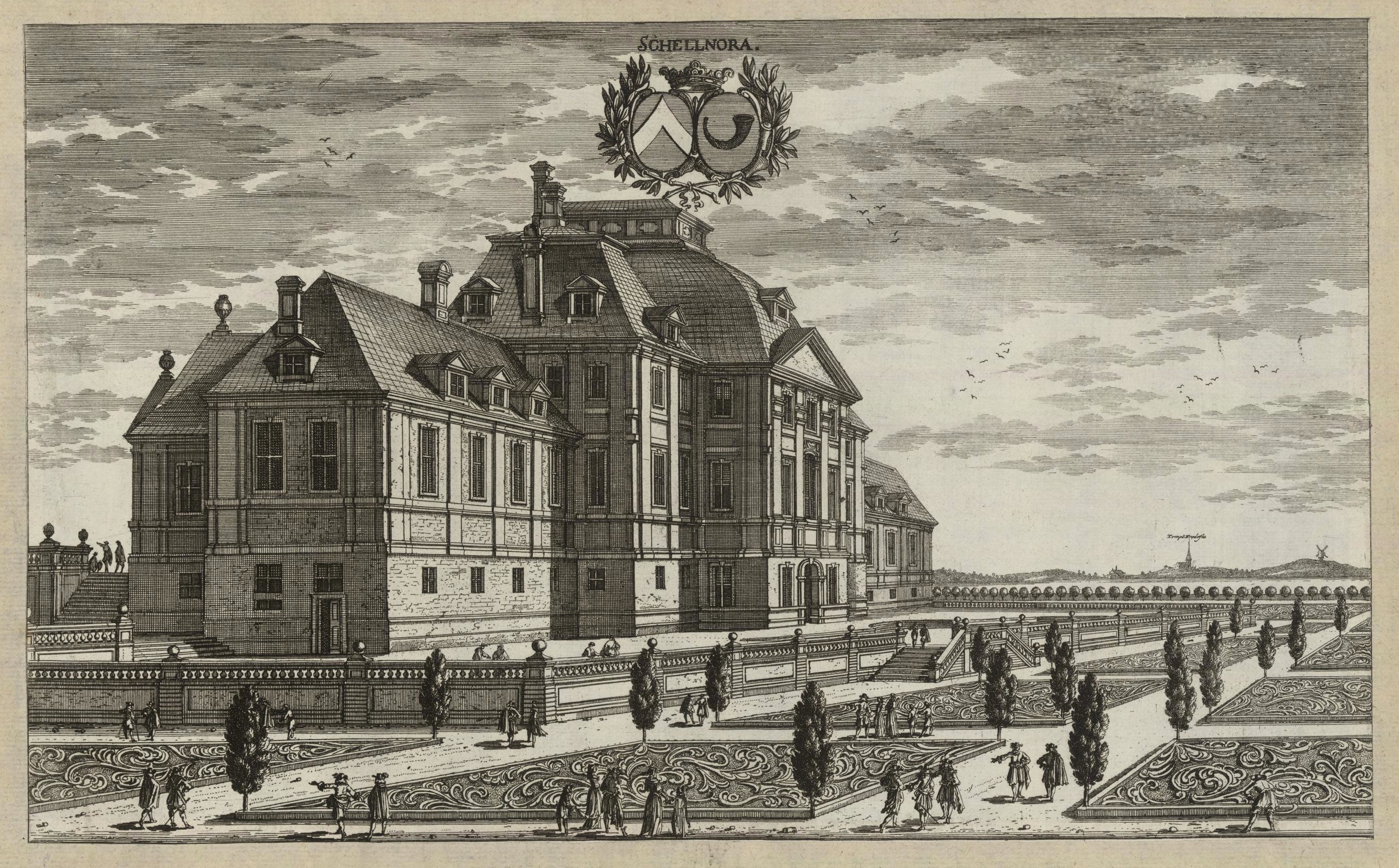
Das Steinhaus von Sköldnora, wie es in Suecia antiqua et hodierna (1690–1710) abgebildet ist.

Der Königliche Gutshof Sköldnora (früher auch Skällnora) liegt in der schwedischen Gemeinde Upplands Väsby in der Provinz Stockholms län am östlichen Ufer des Sees Norrviken. Vergleichbare Königshöfe, die der direkten Versorgung und Unterbringung der königlichen Familie auf Reisen durchs Land dienten, gibt es in allen nordischen Staaten. Auch wenn Sköldnora heute in Privatbesitz ist, blieb der historische Name erhalten.
Sköldnora wurde 1276 erstmals erwähnt, bevor er 1296 von Birger Persson an seine Tochter Birgitta von Schweden vererbt wurde. Diese schenkte das Gut dem neugegründeten Kloster Vadstena. Als Gustav Wasa 1527 den gesamten Klosterbesitz einzog fiel auch der Gutshof an die Krone. 1561 ging das Gut durch Schenkung oder Lehen(*) an den Admiral Klas Horn und dessen Familie, der hier ein kleineres Herrenhaus errichtete. Dieses Gebäude wurde 1663 durch ein großes Steinhaus ersetzt, das auch in Erik Dahlbergs Werk Suecia antiqua et hodierna abgebildet wurde. Ob der Bau wirklich so protzig war wie dort dargestellt, ist unklar, da es bei den Kupfergravuren einen weiten künstlerischen Spielraum gab. Durch Heirat mit der Urenkelin von Klas Horn wurde der Reichsrat Per Persson Sparre Gutsherr auf Sköldnora doch König Karl XI. ließ den Hof kurz darauf (1681) wieder einziehen.
Der Abriss des stattlichen Steinhauses erfolgte vermutlich zu Beginn des 18. Jahrhunderts, bevor 1741 an gleicher Stelle das heutige Gutshaus im Rokokostil entstand. Den Auftrag dazu erteilte Generalmajor Johan Mauritz Klinckowström, der das Erbbaurecht besaß. Das Gebäude hat an der Frontseite eine sichtbare Etage mit einem markanten zentralen Risalit, an der Rückseite ist das Untergeschoss vollständig sichtbar. Teile der Innenausstattung stammen von bekannten Künstlern wie Johan Pasch und Charles Cousin. Das Hauptgebäude sowie zwei Wirtschaftsgebäude sind heute als Baudenkmäler eingestuft.
Ab 1901 hatte die Familie Lettström das Erbbaurecht, bevor sie das Anwesen im späten 20. Jahrhundert freikaufte. Damit liegt Sköldnora nicht mehr im Einflussbereich der schwedischen Königsfamilie. Seit 1982 steht das Bauwerk als Byggnadsminne unter Denkmalschutz.
Eine Mühle in der Nähe des Gutshofes ist Namenspatron für eine Novelle (Skällnora Qvarn) des Schriftstellers Carl Jonas Love Almquist, die als eine der ersten schwedischen Kriminalgeschichten gilt.